# Haïlé Sélassié Ier
Cette page contient des caractères éthiopiques. En cas de problème, consultez Aide:Unicode ou testez votre navigateur.
Pour les articles homonymes, voir Selassié.
Tafari Makonnen (en alphasyllabaire guèze : ተፈሪ መኮንን ), né le 23 juillet 1892 à Ejersa Goro, dans l'Empire éthiopien, et mort le 27 août 1975 à Addis-Abeba, a été le dernier empereur d'Éthiopie (negusse negest, « roi des rois ») de 1930 à 1936 et de 1941 à 1974. Il règne sous le nom de Haïlé Sélassié Ier (en alphasyllabaire guèze : ቀዳማዊ ኃይለ ሥላሴ, Qädamawi Häylä Səllasé, /ˈhaɪlə sɨlˈlase/  « Puissance de la Trinité »).
Fils du ras Mekonnen Welde Mikaél, les rastas le considèrent comme le « dirigeant légitime de la Terre »  et le Messie, en raison de son ascendance selon la tradition éthiopienne de la dynastie dite « salomonique », qui remonte aux rois Salomon et David par la reine de Saba.
Régent et prince héritier d'Éthiopie durant le règne de l'impératrice Zewditou, à laquelle il succède en 1930, Haïlé Sélassié Ier doit faire face à l'invasion et à l'occupation italienne de son pays, entre 1935 et 1941. Il n'a jamais reconnu la légitimité de cette annexion, considérant qu'il régnait encore pendant cette période, niant l'administration coloniale italienne. Il retrouve le trône quand son pays est libéré en 1941, à la faveur de la Seconde Guerre mondiale et grâce à la résistance. Renversé et déchu en 1974 par la révolution éthiopienne, il est tué l'année suivante dans des circonstances restées obscures.

## Biographie

### Enfance et famille
Tafari Makonnen est né le 23 juillet 1892 à Ejersa Goro, dans la province du Harar dans l'est de l'Éthiopie. Täfäri (ተፈሪ) signifie « celui qui est redouté » et Mäkwännen (መኰንን), le nom de son père, signifie « grand, noble ». Il prend un nom de règne le 3 avril 1930, lors de son accession au trône d'Éthiopie.

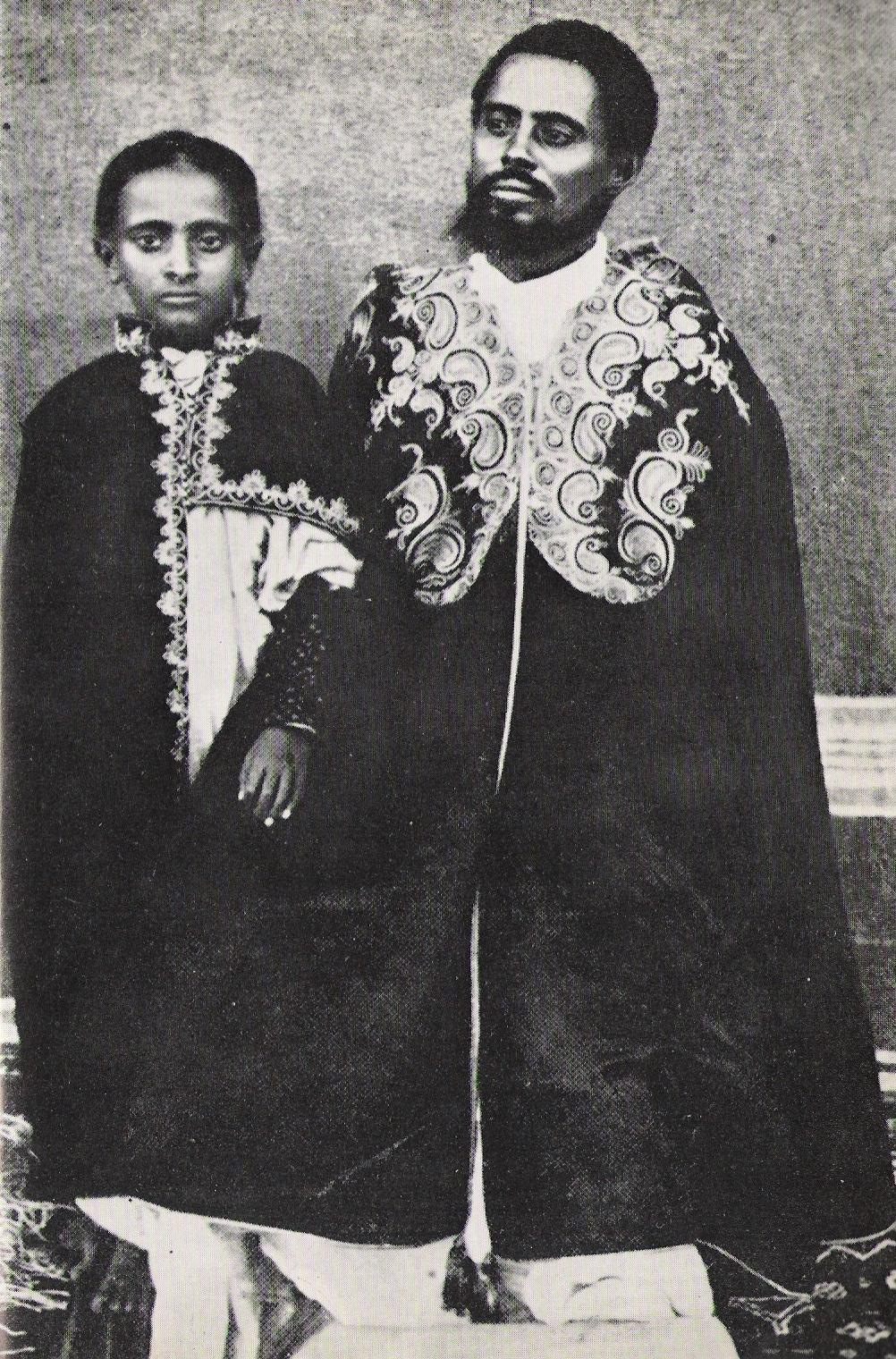
Lidj Tafari et son père, ras Makonnen.

Son père est le ras Makonnen, gouverneur du Hararghé. Sa mère, woyzero Yeshimebet Ali Abba Jifar, meurt du choléra le 14 mars 1894 alors qu'il n'a pas encore deux ans. Son père meurt le 21 mars 1906, laissant Tafari, âgé de 14 ans, aux bons soins de l'empereur Menelik II.
Jeune homme intelligent, il reçoit une éducation complète et ouverte sur l'extérieur, profitant de ce que le Harar devient la porte du pays avec la construction du chemin de fer qui atteint Dire Dawa en 1902. Dans son entourage se trouve André Jarosseau, évêque capucin français et vicaire apostolique de Harar qui avait acquis la confiance de son père dès les premières années de son séjour au Hararghé,. En 1906, le « père André » dépêche auprès du jeune homme un précepteur d'origine éthiopienne, séminariste catholique à Harar : ato Samuel qui resta auprès de lui durant dix années. Tafari en garde une bonne connaissance du français qu'il avait commencé à apprendre auprès du docteur Joseph Vitalien.
Le 3 août 1911, Tafari, âgé de 19 ans, épouse en secondes noces Menen Asfaw, fille du jantirar Asfaw d'Ambassel et petite-fille par sa mère du ras Mikaél du Wello. Tafari et Menen eurent six enfants, princes et princesses :
1. Tenagnework ;
2. Asfaw Wossen, prince héritier (couronné en exil, après la révolution, sous le nom d'Amha Sélassié) ;
3. Tsehaywork ;
4. Zenebework ;
5. Makonnen, duc de Harar, dont le précepteur de 1933 à 1935 est le capitaine de corvette français, en retraite, Hermann Cigli[7] ;
6. Sahle Sélassié.

Haïlé Sélassié a également une fille issue de son premier mariage :
1. Romanework.

### Lente ascension vers le trône

#### Apprentissage du pouvoir
Jugé trop jeune, en ce mois de mai 1906, pour succéder à son défunt père au gouvernorat de Harar, le jeune dejazmach, nommé par l'empereur gouverneur de la province du Selalé, s'installe au gebbi impérial pour y continuer sa formation. Il profite de son long séjour à Addis-Abeba pour rencontrer diverses personnalités politiques et religieuses, pour acquérir de l'expérience dans le traitement des affaires politiques et administratives et pour se familiariser avec la modernité de la capitale impériale. Après la mort de son frère le dejazmach Yelma, en octobre 1907, qui avait été nommé gouverneur de Harar, Tafari récupère le gouvernorat de la province du Sidamo où il se rend effectivement pour y exercer son mandat et rendre la justice. Un an après son arrivée, Tafari, ayant appris que l'empereur était gravement malade, rentre à Addis-Abeba, en avril 1909. Il se retrouve alors au milieu d'intrigues liées à la succession de Ménélik, devenu incapable de parler ou de se mouvoir à partir du 28 octobre 1909. L'impératrice Taytu tenta de s'imposer mais c'est le ras bitwaddad Tässäma Nado qui réussit à se positionner comme régent plénipotentiaire, offrant la perspective du trône au petit-fils de Menelik II et cousin de Tafari, ledj Iyasu. C'est dans ce contexte qu'il obtient enfin le gouvernorat de son père, dans le Hararghe, le 3 mars 1910, non sans avoir conclu auparavant un pacte avec son cousin, en présence de l'abouna Mattewos. Celui-ci avait pour but, d'une part, d'écarter toute tentation de Tafari, issu de la dynastie salomonienne, de briguer le trône impérial et, d'autre part, d'éviter qu'Iyasu ne s'en prenne à lui en l'accusant de rivalité ou en cherchant à lui enlever son gouvernorat. Le 12 mai 1910, Tafari fait son entrée dans Harar, accueilli par la population et les membres du Corps diplomatique présents dans la ville. Durant les années qui suivent, il entreprend de réformer l'administration politique, fiscale et militaire de sa province, et d'en moderniser l'économie, dans un territoire en contact direct avec les puissances européennes. Il donne aussi des gages de bonne volonté au régent et à son cousin prouvant, par son mariage avec wäyzäro Menen, la nièce d'Iyasu, qu'il n'était pas une menace pour le trône.
Après la mort du ras bitwäddäd Tässäma, le 10 avril 1911, les rapports entre Tafari et Iyasu se dégradent progressivement. Le prince héritier néglige les affaires politiques de l'empire et, fuyant le poids exercé par le clergé du Shewa, séjourne longuement à Harar où il ne cache pas ses préférences pour l'islam et la population musulmane, cherchant à déstabiliser Tafari au sein de sa province. Ainsi, le 13 août 1916, Iyasu réassigne Tafari à la province du Kaffa et décide d'assumer lui-même le gouvernorat de Harar. Présent à Addis-Abeba et refusant de se rendre dans le sud de l'empire, Tafari assiste, sans trop y prendre part, à la planification d'un coup d'État contre Iyasu, installé à Harar.

#### Régent et héritier du trône

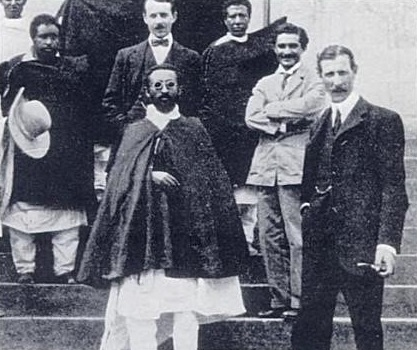
Tafari Makonnen le jour de son investiture comme prince héritier.

Le 27 septembre 1916, lij Iyasu est déposé par une assemblée de nobles avec l'accord du patriarche de l'Église, accusé de s'être converti à l'islam et d'être apostat,. Selon certaines analyses, l'accession au pouvoir de Tafari Makonnen résulte d'un soutien par les ambassades occidentales, qui explique le coup d'État contre Iyasu. Quoi qu'il en soit, la France et la Grande-Bretagne, qui venaient de protester contre l'appui non dissimulé de Iyasu aux Empires centraux, soutiennent la démarche.
La fille de Ménélik II et tante d'Iyasu, Zewditou est proclamée impératrice d'Éthiopie sous le nom de Zewditou Ire et son cousin Tafari, prince héritier (alga-wärash) et régent de la couronne (endärassié).

### Couronnement retentissant

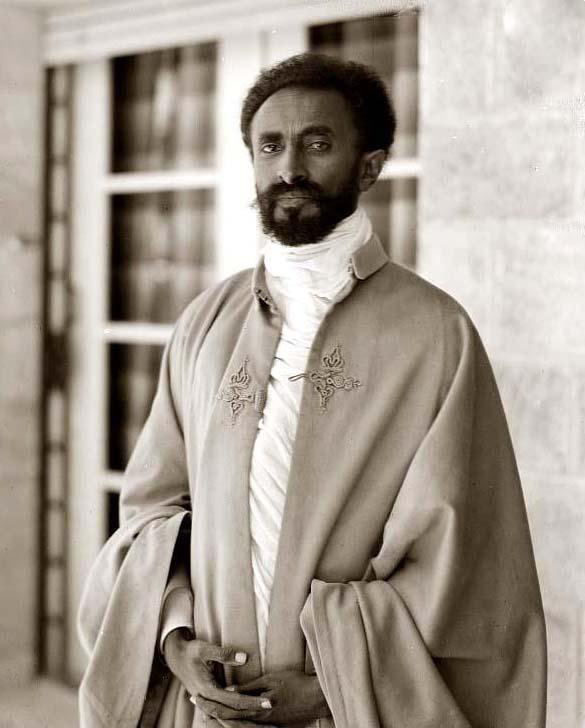
Ras Tafari Makonnen en 1923.

En tant que régent, le ras Tafari exerça la réalité du pouvoir durant le règne de Zewditou, en dépit des manœuvres des partisans de cette dernière. Il résiste ainsi, en 1928, à une tentative de coup d'État. Il porte le titre de negus du 7 octobre 1928 au 2 avril 1930, date du décès de l'impératrice. Il  peut dès lors être couronné empereur (negusä nägäst), ce qui fut fait le 2 novembre 1930 sous le nom de Haïlé Sélassié Ier (pouvoir de la Trinité) lors d'une cérémonie organisée à la cathédrale Saint-Georges d'Addis Abeba. Il reçoit à cette occasion les titres de roi des rois d'Éthiopie, seigneur des seigneurs, lion conquérant de la tribu de Juda, lumière du Monde, élu de Dieu (Gärmawi Qädamawi Haylä Sellassé, negusä nägäst zä'Ityopya, moa anbessa zä'emnägädä yehuda, berhanä aläm, seyumä Egziabhér).

### Politique de modernisation de l'empire

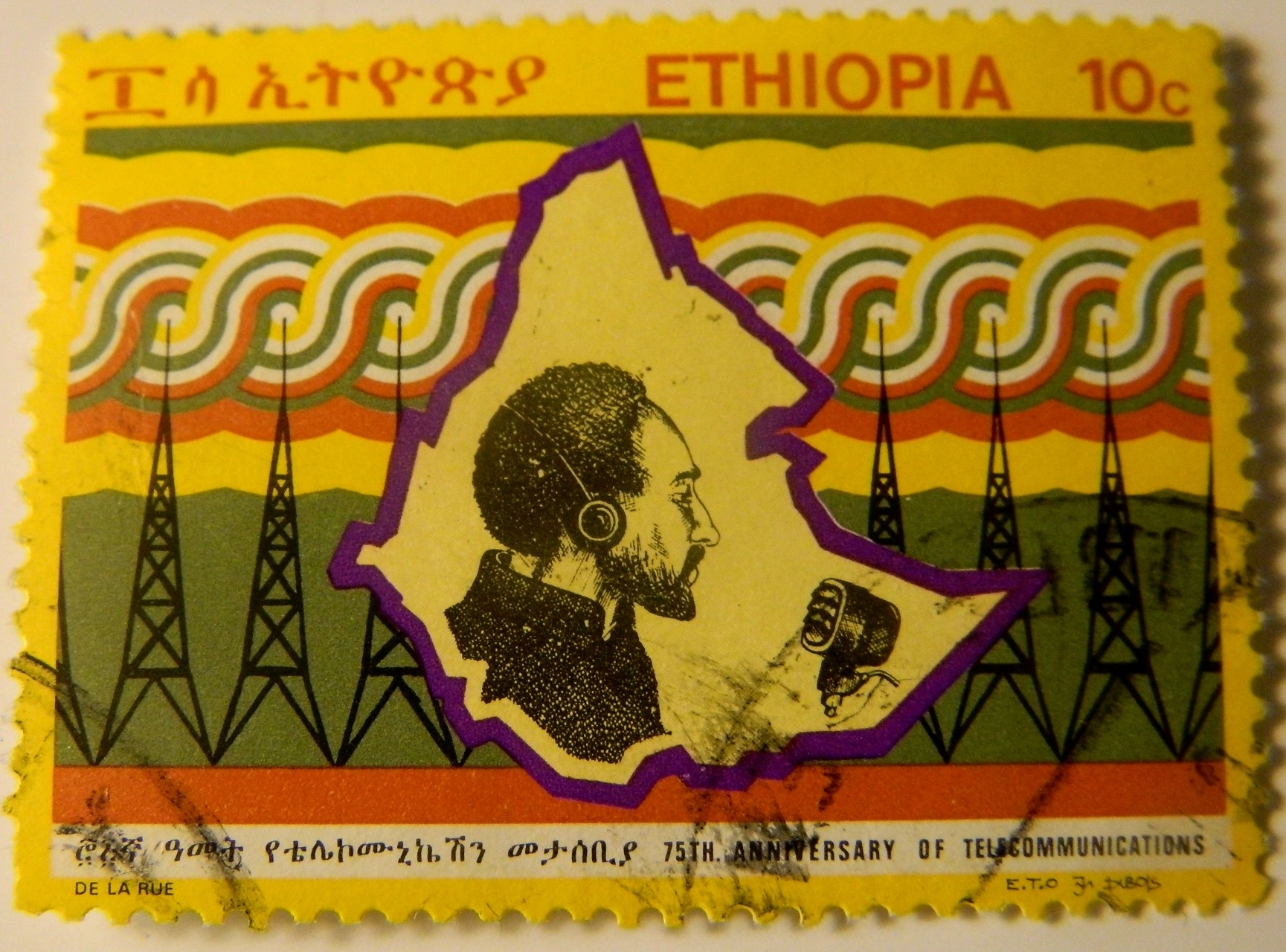
Timbre montrant Haïlé Selassié s'adressant par radio à l'empire en 1933 (publié en 1971).

Haïlé Sélassié poursuit la politique de modernisation progressive lancée par Ménélik II. Il obtient l'admission de l'Éthiopie à la Société des Nations en 1923 et réalise une première tournée diplomatique en Europe en 1924.

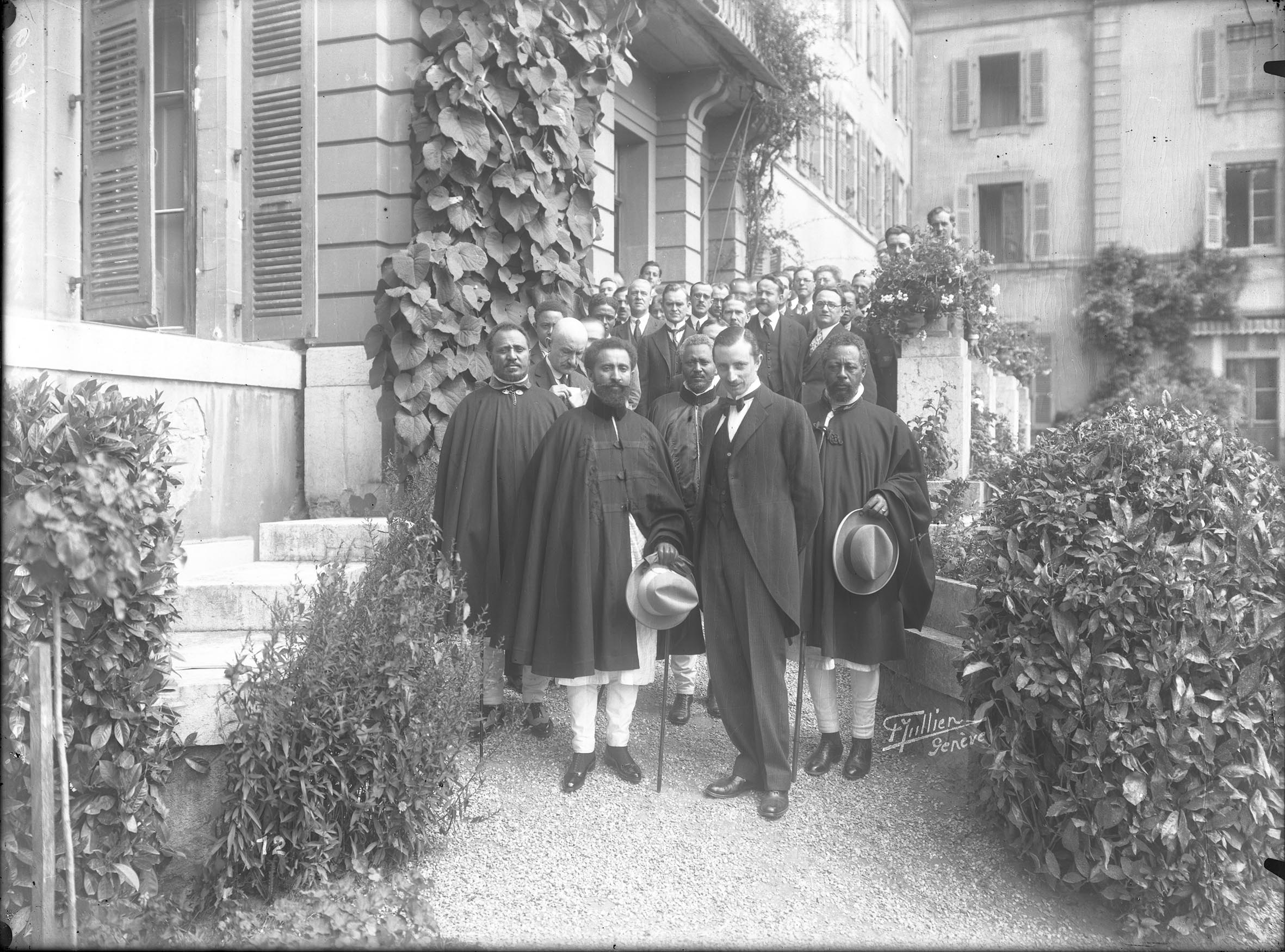
Haïlé Selassié en visite à l'Organisation internationale du Travail à Genève en 1924, Bibliothèque de Genève.

Comme ses prédécesseurs, il tente officiellement de supprimer la pratique de l'esclavage dans le pays par des décrets pris en 1918 et 1923.

### Seconde guerre italo-éthiopienne et retour d'exil

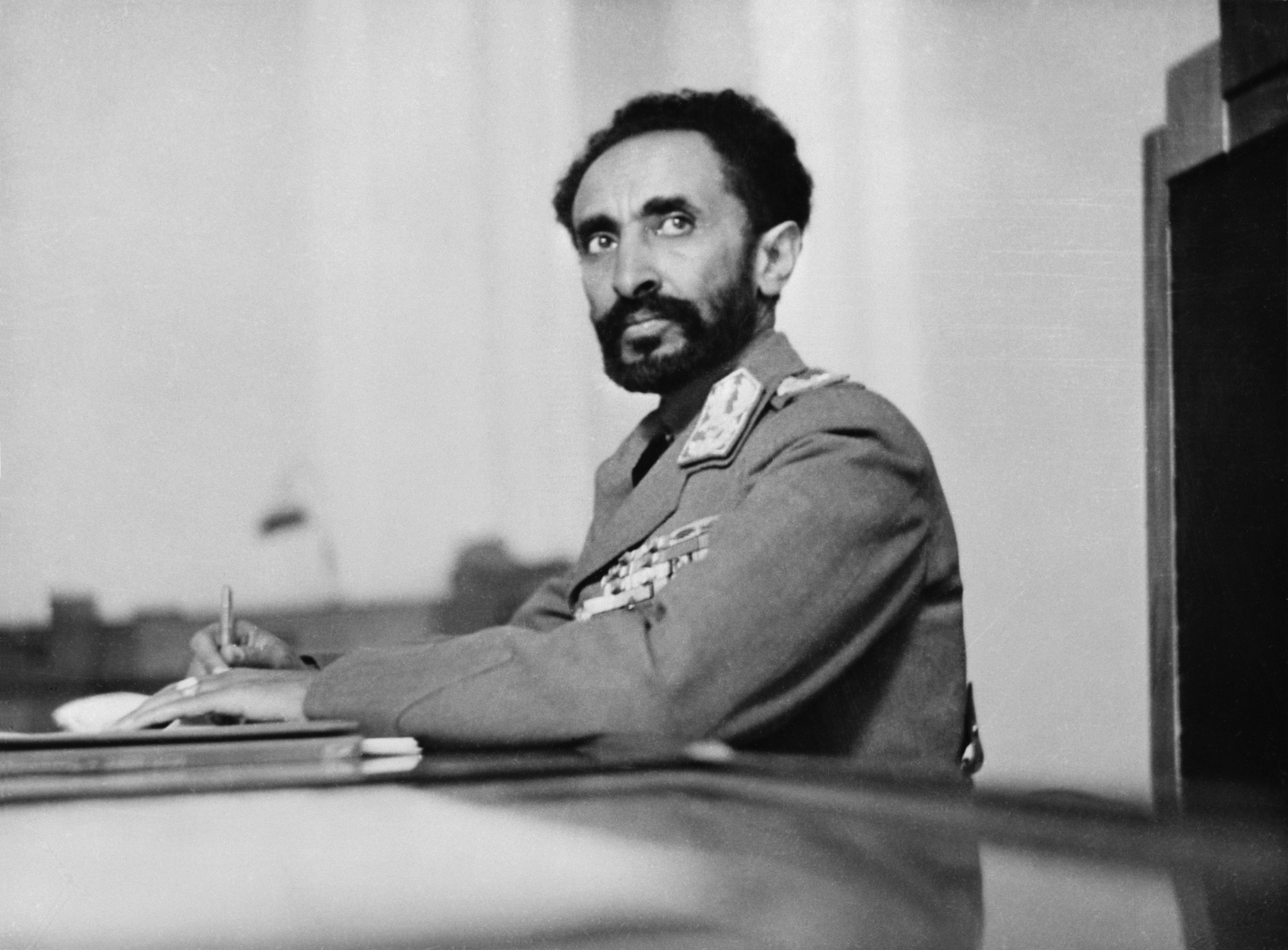
Haïlé Sélassié Ier à son bureau du palais de Le'ul Guenet, dans les années 1940.

La SDN, dont est pourtant membre l’Éthiopie, réagit faiblement lors de l'invasion italienne de 1935 qui provoque la seconde guerre italo-éthiopienne, refusant de soutenir un embargo sur les armes à destination de l'Italie. Haïlé Sélassié avait tenté d'obtenir du Royaume-Uni un protectorat mais celui-ci refuse, préférant négocier avec l'Italie l'accès à certaines ressources. Il s'exile en Angleterre après s'être rendu, en juin 1936, à la SDN, où il prononce un long discours dans le but d'être soutenu : « Je suis venu en personne, témoin du crime commis à l'encontre de mon peuple, afin de donner à l'Europe un avertissement face au destin qui l'attend si elle s'incline aujourd'hui devant les actes accomplis ». Mais les puissances occidentales ne sont pas enclines à prendre des risques pour l'Éthiopie en 1936, et le Négus quitte le palais des Nations en « roi nègre sans trône ». Il vit à Bath du 5 mai 1936 au 5 mai 1941. Dans son exil, il reçoit une lettre de la future reine d'Angleterre, la princesse Élisabeth, qui note : « Je pense à vous et je vous admire ». Interdit d'entrée aux États-Unis, il y envoie son médecin personnel Emmanuel Malaku Bayen, qui prend la direction de la Fédération mondiale éthiopienne pour coordonner l'aide aux réfugiés.
Les Éthiopiens occupés gardent une certaine amertume à la suite de l'exil volontaire du Négus à Bath car celui-ci avait juré publiquement de verser son sang pour l'Éthiopie, alors qu'il a passé toute la durée de la guerre hors du pays.
Le déclenchement de la Seconde Guerre mondiale permet la reconquête rapide du pays par les Britanniques secondés par des Français libres attaquant au nord, tandis que les forces belges venues du Congo belge attaquent au sud et battent les Italiens qui se rendent à Assosa. Haïlé Sélassié recouvre alors une totale souveraineté sur l'Éthiopie, sans pour autant que celle-ci soit considérée par les Alliés comme « co-belligérante » et « puissance victorieuse », statut réservé aux « Quatre grands » : États-Unis, Royaume-Uni, URSS et France.

### Un homme d'État africain

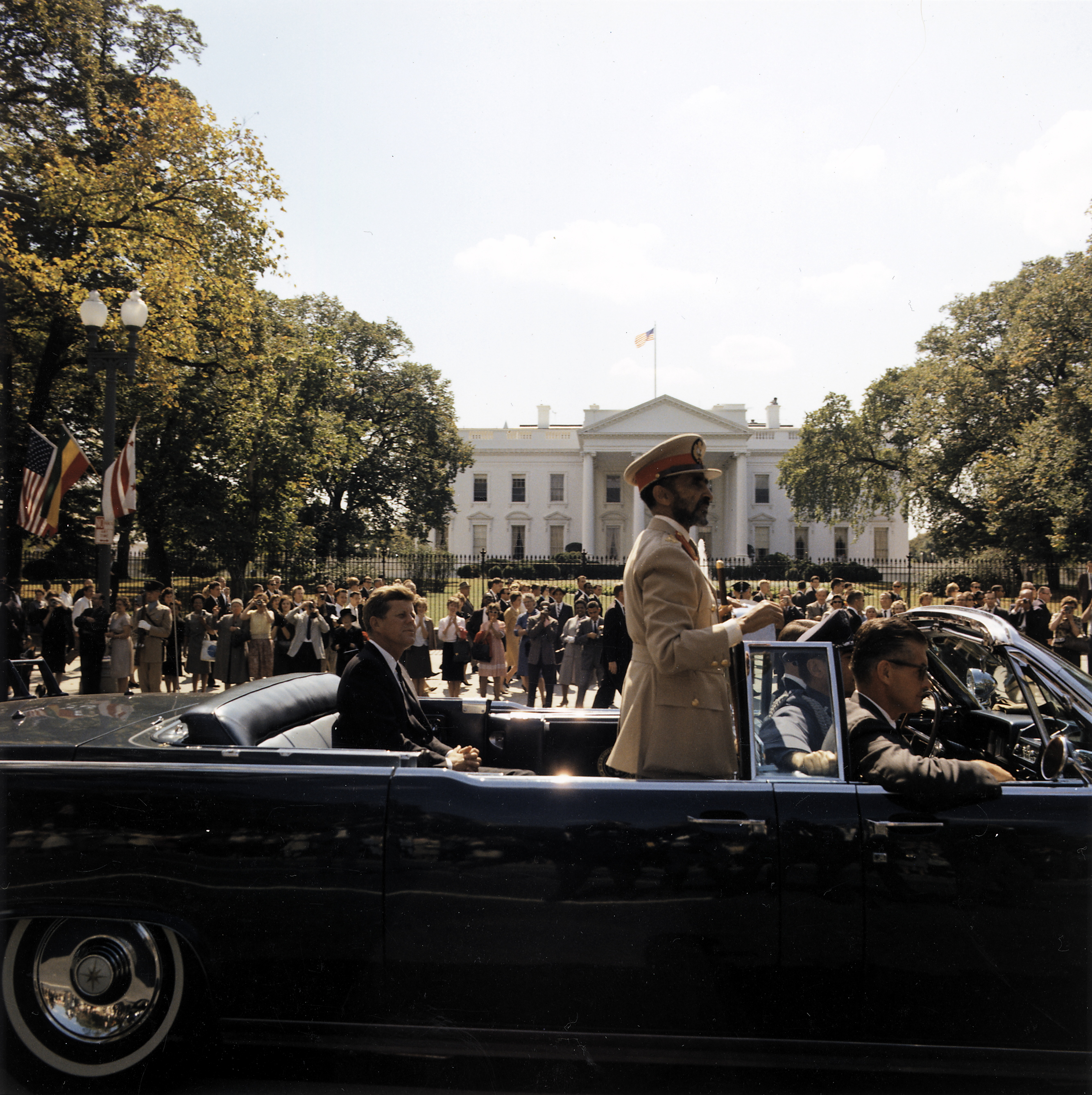
Haïlé Sélassié Ier en visite officielle à Washington, le 1 octobre 1963.

Entretenant de bonnes relations avec le président américain Franklin Roosevelt, qu'il avait rencontré le 13 février 1945 sur l'USS Quincy en Égypte,, et ses alliés, l'empereur obtient l'entrée de l'Éthiopie dans l'ONU dès sa fondation. Bien que soutenu par les États-Unis, Haïlé Selassié se rapproche des non-alignés pendant la Guerre froide, participant à la conférence de Bandung.
En conflit avec l'Égypte nassérienne, en particulier sur la question du contrôle des eaux du Nil, il est soucieux d'ancrer l'Éthiopie dans l'Afrique. Il œuvre à la création d'une organisation panafricaine. Lorsque l'Organisation de l'unité africaine (OUA), devenue depuis l'Union africaine, est fondée en 1963 à son instigation, elle établit son siège à Addis Abeba.

### Développement et crise
En décembre 1960, à la suite d'une tentative de coup d'État à laquelle fut mêlé le prince héritier Asfaw Wossen, il poursuit une politique plus conservatrice, alignant l'Éthiopie sur l'Occident contre les gouvernements africains plus radicaux, tout en initiant quelques réformes timides. Il souhaite moderniser le pays sans avoir à réformer. C'est l'un des arguments principaux des étudiants : « On ne peut développer un pays uniquement en construisant des usines modernes, sans donner la terre aux paysans et en pratiquant le népotisme ».
Il remplace le ras Abebe Aregai, le Premier ministre abattu lors du putsch, par Aklilu Habte-Wold, qui reste à cette fonction jusqu'en 1974, la cumulant à partir de 1964 avec le portefeuille de l'Intérieur. Progressivement, Haïlé Sélassié se consacre à la scène internationale pour laisser son Premier ministre s'occuper des affaires intérieures.
Il envoie des troupes éthiopiennes participer à l'opération des Nations unies au Congo lors de la crise congolaise de 1960.
En 1962, à la suite d'un vote contesté du parlement érythréen, l'Éthiopie annexe l'Érythrée, ancienne colonie italienne avec laquelle elle était fédérée depuis 1952 par la résolution 390 de l'ONU de 1950. Cette décision conduit à la création de mouvements armés qui mènent une guerre d'indépendance. Elle se termine avec le renversement du gouvernement militaire éthiopien en 1991 et l'indépendance de l'Érythrée en 1993.
Il préside en 1963 l'Organisation de l'unité africaine, dont le siège est établi à Addis-Abeba. Avec le président malien Modibo Keïta, il parvient à convaincre le Maroc et l'Algérie de conclure les accords de Bamako (1964), mettant fin à la guerre des Sables. À la suite de conflits avec la Somalie à propos de l'Ogaden, territoire éthiopien peuplé majoritairement de Somaliens, il signe un traité de défense mutuelle en 1964 avec le premier ministre kényan Jomo Kenyatta.

### Chute
En février 1974, des manifestations étudiantes et des mouvements de grève chez les enseignants, chez les chauffeurs de taxi puis d'autobus touchent la capitale. L'armée elle-même s'en prend aux membres du gouvernement, réclamant le départ du premier ministre Aklilu Habte-Wold, des officiers et sous-officiers demandant un relèvement de leur solde et contestant l'autorité de leurs généraux. Accédant à la demande des enseignants, puis procédant à des arrestations, le gouvernement peine à calmer les troubles qui s'étendent à l'Érythrée à partir du 26 février, où des officiers prennent le contrôle de lieux stratégiques. Le lendemain, l'armée prend le contrôle de l'aéroport, de la gare, des télécommunications et des principales banques d'Addis-Abeba. Démissionnaire, le premier ministre Aklilu est remplacé par ledj Endalkachew Mekonnen, perçu comme un homme libéral et cultivé, le 28 février 1974. Aux mois de mars et d'avril, des mouvements de grève touchent l'ensemble du pays et paralysent les secteurs d'activité vitaux (chemins de fer, port d'Assab, textile, cimenteries, compagnies pétrolières, aviation civile, administrations, télécommunications) ainsi que l'Université d'Addis-Abeba.
Le 25 avril 1974, une délégation militaire demande à l'empereur d'établir l'état d'urgence puis, sans attendre la réponse du souverain, investit les locaux du gouvernement. Le 27 avril 1974, les membres du gouvernement Aklilu sont arrêtés, tandis que des membres du comité de coordination militaire tiennent une conférence de presse et contrôlent les actes du gouvernement Endelkachew. Les apparences du pouvoir impérial sont maintenues jusqu'en septembre 1974, les comités militaires successifs affirmant leur loyauté envers l'empereur durant ces quelques mois. La dernière intervention publique d'Haïlé Sélassié a lieu le 5 mai 1974, à l'occasion de la commémoration de la fin de l'occupation italienne trente-trois ans plus tôt. Appelant à l'unité nationale, il critique la dissidence de membres de l'armée « contre le souverain et le peuple éthiopien ».
Le comité de coordination militaire procède, au début du mois de juillet 1974, à des arrestations de ministres et de membres de l'aristocratie. Le 5 juillet 1974, il prend le nom de DERG, acronyme en amharique du Gouvernement militaire provisoire de l'Éthiopie socialiste, après avoir obtenu de l'empereur la nomination du général Aman Mikael Andom comme chef d'état-major général. Il adopte une doctrine officielle d'inspiration marxiste-léniniste, diffusée à la presse et aux ambassades étrangères, et un slogan : « Ethiopia Tikdem » (Éthiopie d'abord). Durant les semaines qui suivent, les arrestations se multiplient, et le premier ministre Endelkachew est contraint à la démission le 22 juillet 1974.
Gontran de Juniac explique comment le Derg et la Commission d'enquête, créée le 19 juillet 1974, organisèrent une campagne de dénigrement contre l'empereur à compter du mois de septembre 1974. Reprochant au gouvernement de n'avoir pas organisé les secours vers les régions touchées par la sécheresse, les nouvelles autorités font afficher le 2 septembre, dans la capitale, des photographies le représentant en train de nourrir ses chiens, à côté d'un squelette symbolisant la famine ayant sévi au Wollo. Ces images firent ensuite le tour de la presse internationale, contribuant ainsi à dégrader l'image du souverain dans l'opinion. La campagne se poursuivit, brocardant les richesses de la famille impériale puis l'âge avancé du souverain et la démocratie de façade mise en place par la constitution de 1955, jusqu'à la destitution de l'empereur, le 12 septembre qui se déroule dans le palais du Jubilé, renommé « Palais du Peuple » en août 1974. La constitution est alors suspendue, le parlement dissous et la loi martiale est proclamée.
Ce coup d'État révolutionnaire provoque des réactions variées dans le monde. Une majorité des États de l'Organisation de l'unité africaine exprime sa désapprobation vis-à-vis de l'armée éthiopienne, tandis que les pays européens insistent sur les précautions à prendre quant aux conditions de détention d'Haïlé Sélassié Ier. Dans le contexte de la guerre froide, la Chine salue un mouvement non-aligné porté par les masses populaires. Ce n'est que le 17 mars 1975 que le Derg décide d'abolir la monarchie. Entretemps, le général Tafari Benti et le colonel Mengistu Haile Maryam sont devenus les hommes forts de l'Éthiopie.
L'empereur est assassiné sur ordre du DERG par strangulation le 27 août 1975. Sa dépouille est dissimulée dans les soubassements des toilettes du palais impérial, où elle est exhumée en 1992, un an après la chute du régime de Mengistu défait en 1991.

### Inhumation

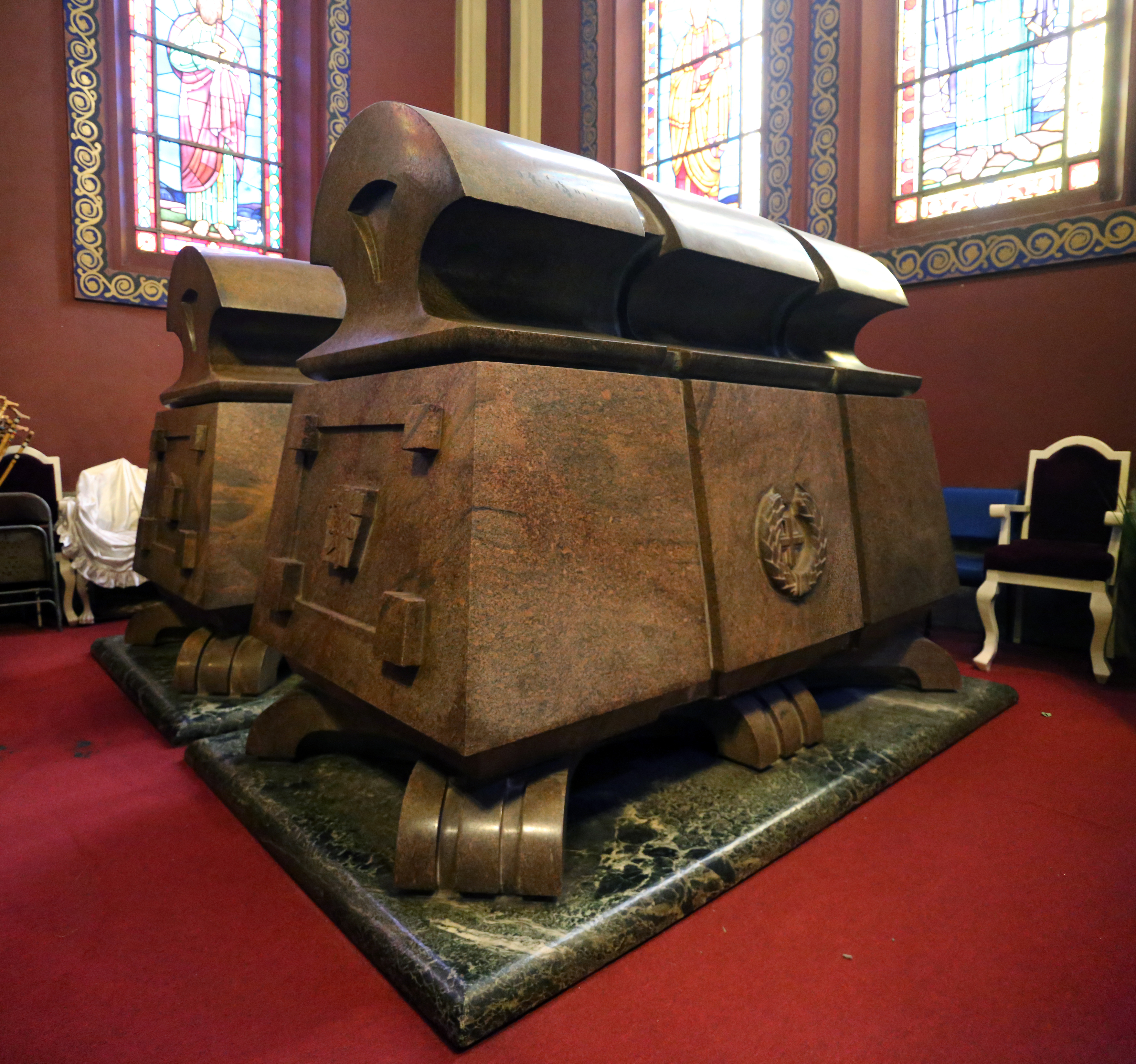
Sarcophage de l'empereur, de style aksoumite.

Le corps de Haïlé Sélassié, dont les restes momifiés ont été retrouvés en 1992, repose depuis 2000 dans la cathédrale de la Sainte-Trinité d'Addis-Abeba, où d'autres membres de sa famille sont aussi inhumés, notamment l'impératrice Menen. L'édifice avait été érigé près du gebbi dans les années 1930 et 1940 par Haïlé Sélassié pour devenir son lieu de sépulture, mais aussi pour être le symbole de l'indépendance de l'Église tewahedo orthodoxe, ainsi que le lieu de mémoire des patriotes éthiopiens tués pendant l’occupation italienne. Pendant dix ans, le corps de Haïlé Sélassié demeure dans l'église de Bhata, le mausolée de Ménélik II. Les funérailles de l'empereur, organisées le 5 novembre 2000 par la « Emperor Haile Selassie I Foundation », en présence de l'abouna Paulos, ont rassemblé environ 7 000 personnes, parmi lesquels d'anciens combattants de 1935 à 1941, et des membres de la communauté rastafari, dont Rita Marley.
Le gouvernement éthiopien de Meles Zenawi a refusé la tenue de funérailles d'État, critiquant le souverain pour l'oppression et la brutalité ayant caractérisé son règne durant 45 années. D'autres critiques renvoient au mode de vie fastueux de la cour impériale, en dépit de la situation de malnutrition chronique et des famines ayant touché le pays, notamment en 1973.

## Résidences impériales
Les principales résidences de l'empereur sont le palais Ménélik, le palais Guenete Leul et le palais du Jubilé.

## LerasTafari et les Rastas
Le fait que l'Éthiopie soit le seul État africain à avoir résisté à la colonisation européenne, et qu'elle soit chrétienne depuis 1 500 ans, fait d'Haïlé Sélassié, aux yeux des rastas (groupe qui s'est développé dans les années 1930 en Jamaïque sous l'influence du mouvement « Back to Africa » (Retour vers l'Afrique ou Repatriation) de Marcus Garvey et Leonard Percival Howell) une sorte de « messie noir » montrant à la diaspora et aux peuples africains les voies de la liberté.
Haïlé Sélassié, chrétien orthodoxe pratiquant, n'a pas reconnu les croyances rastafari. Il souhaitait convertir les rastafariens au christianisme tewahedo éthiopien. Avant sa visite d'État en Jamaïque, le 21 avril 1966, des rastafariens présents dans des pays d'Amérique centrale ont été reçus en Éthiopie. Après son passage, l'Église orthodoxe éthiopienne s'installe dans l'île pour convertir les rastafariens, avec un succès limité. Cependant, une communauté jamaïcaine s'installe en Éthiopie, dans la ville de Shashamané.
La chanson War de Bob Marley, sur l'album Rastaman Vibration, s'inspire du discours prononcé le 4 octobre 1963 par Haïlé Sélassié devant l'Assemblée générale des Nations-Unies à New York,,.
Sur les 500 acres (environ 200 hectares) de terre offerts aux rastas en 1948, il ne reste en 2015 qu'un territoire habité de 7 hectares. Leur communauté s'est peu à peu amoindrie, jusqu'à nos jours où il reste près de 120 000 rastas à Shashamané. Certains sont originaires des Antilles, d'autres de zones urbaines nord-américaines ou britanniques.

## Distinctions

### Titres éthiopiens
- Empereur d'Éthiopie ou negusa nagast (roi des rois)
- Seigneur des Seigneurs
- Lion Conquérant de la Tribu de Juda
- Élu de Dieu
- Défenseur de la Foi
- Lumière du Monde
- Grand cordon de l'ordre de Salomon (1930)
- Grand-croix de l'ordre de la Reine de Saba.
- Grand-croix de l'ordre de la Sainte Trinité.
- Grand-croix de l'ordre de l'Empereur Menelik II
- Grand-croix de l'ordre de l'Étoile d'Éthiopie

### Titres rastas
- Chef de l'ordre ancien de NyaBinghy
- Grand prêtre selon l'ordre de Melchisédech

L’empereur Hailé Sélassié Ier a figuré dans le livre Guinness des records du monde pour le nombre de médailles militaires et de décorations étrangères qu'il a reçues (plus de 120 provenant de plus de 80 pays différents).

### Décorations étrangères
Haïlé Sélassié Ier est décoré des ordres suivants :
- Chevalier grand-croix honoraire de l’ordre de Saint-Michel et Saint-Georges (GCMG) (Royaume-Uni, 1917)
- Chevalier grand-croix de l’ordre de la Couronne d’Italie (royaume d’Italie, 1917)
- Chevalier grand-croix de l’ordre des Saints-Maurice-et-Lazare (royaume d’Italie, 1924)
- Chevalier grand-croix collier de l’ordre du Rédempteur (royaume de Grèce, 19 août 1924 ; Collier en 1954 ; grand-croix en 1959)
- Grand cordon avec collier de l’ordre des Saints Georges et Constantin (royaume de Grèce)
- Grand cordon de l’ordre de Léopold (Belgique, 1924)
- Grand-croix de l’ordre de Léopold II (Belgique)
- Chevalier grand-croix honoraire de l’ordre royal de Victoria (GCVO) (Royaume-Uni, 1930)
- Chevalier grand-croix honoraire de l’ordre du Bain (GCB) (Royaume-Uni, 1924)
- Chevalier grand-croix de l’ordre du Lion d’Or de la Maison de Nassau (Luxembourg, 25 mai 1924)
- Grand-croix de la Légion d’honneur (France, 1924 -Grand officier en 1918-)
- Grand-croix avec collier de l’ordre de la Tour et de l’Épée (Portugal, 1925)
- Chevalier de l’ordre de la Très Sainte Annonciation (royaume d’Italie, 1928)
- Récipiendaire de la Royal Victorian Chain (Royaume-Uni, 1930)
- Collier de l’ordre du Chrysanthème (Japon, 1956 ; grand cordon en 1930)
- Collier grand cordon de l’ordre royal de Muhammad Ali (royaume d’Égypte, 1930 ; grand cordon le 3 mai 1924)
- Chevalier grand-croix de l’ordre du Lion des Pays-Bas (Pays-Bas, 1930)
- Chevalier de l'ordre de l'Aigle blanc (Pologne, 1930)
- Commandant en chef de la Légion du Mérite (Usa, 1945)
- Grand-croix avec collier de l’ordre de Saint-Olav (Norvège, 1945)
- Grande étoile yougoslave (Yougoslavie, 1954)
- Grand-croix classe spéciale de l’ordre du Mérite de la République fédérale d’Allemagne (Allemagne, 1954)
- Chevalier grand-croix de l’ordre militaire de Guillaume (Pays-Bas, 3 novembre 1954)
- Grand-croix de l’ordre de la Maison d’Orange (Pays-Bas)
- Stranger Knight of the Order of the Garter (KG) (Royaume-Uni, 1954)
- Grand-croix de l’ordre national de Côte d’Ivoire (Côte d’Ivoire)
- Collier chevalier de l’ordre de l’Éléphant (RE) (Danemark, 1954)
- Chevalier de l’ordre des Séraphins avec collier (RSerafO) (Suède, 1954)
- Collier grand cordon de l’ordre de l’Aigle aztèque (Mexique, 1954)
- Grand-croix de l’ordre du Mérite de la République autrichienne (Autriche, 1954)
- Grand ordre de Mugunghwa avec collier de la république de Corée (Corée du Sud, 1968)
- Membre de l’ordre du Mérite de la Fondation nationale, « ordre de la république de Corée », 1re classe (Corée du Sud,1956)
- Chevalier grand-croix avec collier de l’ordre du Mérite de la République italienne (Italie, 1955)
- Grand-croix de l’ordre national du Vietnam (Sud Vietnam, 1958)
- Grand commandeur de l’ordre de la Vérité (Birmanie, 1958)
- Collier grand-croix de l’ordre de la Croix du Sud (Brésil, 1958)
- Étoile de la République d’Indonésie, 1re classe (Indonésie, 1958)
- Nishan-e-Pakistan, 1re classe (Pakistan, 1958)
- Grand cordon de l’ordre national de la république du Burundi
- Chevalier de l’ordre le plus illustre de la Maison royale de Chakri (Thaïlande, 1958)
- Grand-croix de l’ordre militaire d’Aviz (Portugal, 1924)
- Grand-croix du Riband des trois ordres militaires (ordre du Christ, ordre de Saint-Benoît d’Avizet, ordre de Saint-Jacques de l’Épée) (Portugal, 10 août 1959)
- 1re classe de l’ordre de Souvorov (URSS,1959)
- Grand-croix de l’ordre de l’Étoile somalienne (Somalie, 1960)
- Grand collier de l’ordre du Nil (Égypte, 22 mai 1963)
- Commandeur de l’ordre du Bouclier et des Lances (Buganda, 1964)
- Grand collier de l’ordre des Pahlavi (Iran, 1964)
- Étoile de la république populaire de Roumanie (Roumanie, 1964)
- Membre de 1re classe avec diamants de l’ordre du Drapeau de la république de Hongrie (Hongrie, 1964)
- Grand-croix de l’ordre national de l’Honneur et du Mérite (Haïti, 1966)
- Collier de l’ordre de Jean-Jacques Dessalines le Grand (Haïti, 1966)
- Grand-croix de l’ordre de Polonia Restituta (Pologne, 1930)
- Récipiendaire honoraire du collier de l’ordre de la Couronne du royaume (D.M.N.) (Malaisie, 16 août 1958)
- Compagnon honoraire de l’ordre de l’Étoile du Ghana (CSG) (Ghana, 1970)
- Chevalier de la chaîne, collier grand-croix de l’ordre de Pie IX (Saint-Siège, 1970)
- Chevalier du collier de l’ordre équestre du Saint-Sépulcre de Jérusalem (Saint-Siège)
- Collier chevalier de l’ordre royal et distingué espagnol de Charles III (Espagne, 27 avril 1971)
- Collier grand-croix de l’ordre du Libérateur général San Martín (Argentine, 1970)
- Grand-croix de l’ordre national du Dahomey (Bénin)
- Grand-croix de l'ordre du Condor des Andes, Bolivie (Bolivie, 1966)
- Grand-croix de l’ordre de la Valeur camerounaise[55]
- Ordre du Mérite centrafricain (République centrafricaine)
- Grand-croix de l'ordre national du Tchad (république du Tchad)
- Grand-croix de l'ordre du Mérite (Chili, 1966)
- Grand-croix de l’ordre du Mérite (Congo)
- Ordre du Lion blanc, 1re classe avec collier (Tchécoslovaquie, 1954)
- Collier de l’ordre de la Rose blanche (Finlande, 1949)
- Grand-croix de l’ordre de l’Étoile équatoriale (Gabon)
- Grand-croix de l’ordre national du Mérite (Guinée)
- Grand cordon avec collier de l’ordre des Hachémites (royaume d’Irak)
- Ordre d’Al-Rafidan (division militaire), 1re classe (royaume d’Irak, 1970)
- Grand commandeur de l'ordre d’al-Hussein bin Ali (Jordanie)
- Grand cordon de l'ordre suprême de la Renaissance (Jordanie)
- Grand collier en chef de l’ordre du Cœur d’Or du Kenya (Kenya, 1966)
- Collier de l’ordre du Grand Guerrier du Kenya (Kenya)
- Ordre de Georgi Dimitrov de la République populaire de Bulgarie (République populaire de Bulgarie)
- Grade extraordinaire de l’ordre du Mérite (Liban, 1950)
- Grand cordon de l’ordre des Pionniers du Libéria (Liberia)
- Collier de l’ordre de l’Étoile d’Afrique (Liberia)
- Ordre d’Idris Ier (Libye, 1956)
- Grand Croix 1re classe de l’ordre national de Madagascar (Madagascar)
- Ordre du Lion (Malawi)
- Grand-croix de l'ordre national du Mali (Mali)
- Grand-croix de l’ordre national du Mérite (Mauritanie)
- Grand collier de l’ordre de Mahomet (Maroc, 1962)
- Grand-croix de l’ordre national (Niger)
- Ordre de la République fédérale (Nigéria)
- Grand-croix de l’ordre du Soleil du Pérou (Pérou, 1966)
- Raja de l’ancien ordre de Sikatuna (Philippines, 1958)
- Grand cordon de l’ordre d’Abdulaziz al Saud, 1re classe (Arabie saoudite, 1971)
- Grand-croix de l’ordre national du Lion (Sénégal)
- Chaîne d’honneur du collier grand cordon (Soudan, 1970)
- Grand cordon de l’ordre des Omeyyades (Syrie)
- Grade spécial de l’ordre des Nuages Propices (république de Chine)
- Grand-croix de l’ordre de Mono (Togo)
- Grand collier de l’ordre de l’Indépendance (Tunisie, 1964)
- Grand-croix de l’ordre royal du Cambodge (Cambodge)
- Grand cordon de l’ordre du Dragon d’Annam (Cambodge)
- Grand collier de l’ordre national de l’Indépendance (Cambodge)
- Grand commandeur de l’ordre de la Source du Nil (Ouganda, 1972)
- Grand-croix de l’ordre national de Haute-Volta (république de Haute-Volta)
- Collier de l’ordre du Libérateur (Venezuela, 1966)
- Collier de l’ordre national du Léopard (Zaïre)
- Collier de l’ordre de l’Aigle de Zambie (Zambie)
- Collier grand-croix de l’ordre des croisés orthodoxes du patriarcat de Jérusalem (Église orthodoxe grecque) (royaume de Grèce)
- Grand cordon de l’ordre de Saint-Paul (Église orthodoxe grecque) (royaume de Grèce)
- Grand cordon du patriarche œcuménique d’Athénagoras Mont Athos, ordre du Millénaire (Église orthodoxe grecque) (royaume de Grèce)
- Collier grand-croix de l’ordre pro Merito Melitensi, classe civile (Malte)
- Grand-croix de l’ordre national de José Matías Delgado (El Salvador)
- Médaille de l’ordre de la Campagne d’Indépendance (Guinée)
- Collier grand-croix de l’ordre de Sainte-Brigitte (Suède)
- Chevalier du collier de l’ordre équestre de Saint-Sébastien et Saint-Guillaume (France)
- Grand-croix de l’ordre de l’Église d’Antioche (Turquie)
- Grand cordon de l’ordre de Saint-Vladimir (Église orthodoxe russe) (URSS, 1959)
- Croix de guerre 1939-1945 avec une palme de bronze (France, 1945)
- Médaille militaire (France, 1954)
- Médaille du mérite militaire de 1re classe (royaume de Grèce, 28 octobre 1954)
- Médaille du couronnement de la reine Élisabeth II (Royaume-Uni, 2 juin 1953)
- Médaille du couronnement impérial du Shah d’Iran (Iran, 26 octobre 1967)
- Médaille commémorative du 2500e anniversaire de la fondation de l’Empire perse (Iran, 14 octobre 1971)
- Grand cordon de l'ordre de la République tunisienne (Tunisie, 1972)